# Сабах IV ал-Ахмад ал-Джабер ал-Сабах
Сабах IV ал-Ахмад ал-Джабер ал-Сабах е емир на Кувейт (от 24 януари 2006 до 29 септември 2020 г.) Той полага клетва на 29 януари 2006 г. след потвърждение на избора му от парламента на Кувейт. Той е четвъртият син на шейх Ахмад Ал-Джабер Ал-Сабах, бивш емир на Кувейт Също така е глава на управляващата фамилия Ал-Сабах.

## Ранен живот
Той получава основното си образование в училището Ал Мубаракя през 30-те, а след това завършва образованието си под ръководството си на домашни учители. Той е полубрат на предишния емир Джабер III ал-Ахмед ал-Джабер ал-Сабах, който го назначава за премиер през юли 2003 г., заменяйки тогава кронпринца Саад I ал-Абдула ал-Салем ал-Сабах. Преди това е външен министър за 40 години между 1963 и 2003 г., ставайки по-такъв начин един от най-дълго работещите на тази длъжност министри в света.